# Ядерный ракетный двигатель на гомогенном растворе солей ядерного топлива
Ядерный ракетный двигатель на гомогенном растворе солей ядерного топлива (англ. nuclear salt water rocket) — тип конструкции ЯРД, предложенный в 1991 году американским инженером Робертом Зубриным (Robert Zubrin).

## Устройство двигателя
В большинстве схем с ЯРД ядерное топливо обеспечивает нагрев рабочего тела, пропускаемого через реактор той или иной конструкции: смешивание их считается нежелательным. В предложенной Р. Зубриным концепции ядерное топливо, по сути, одновременно играет и роль рабочего тела, выбрасываемого из сопла двигателя. Таким топливом служит водный раствор тетрабромида урана, обогащенного до 20 % по изотопу U-235. Концентрация этой соли в водном растворе может достигать 30 %.
Для такого раствора (в случае одной ёмкости хранения) критическая масса составит несколько десятков килограммов и для предотвращения начала цепной реакции в ёмкостях — последние должны быть выполнены из материалов, поглощающих нейтроны и соответствующей геометрии — например, в виде тонких труб из карбида бора, графита. 
Устройство собственно двигателя выглядит следующим образом. Топливо из ёмкостей хранения подаётся в реакционную камеру в таком количестве и с такой скоростью, чтобы цепная реакция (начавшись в камере), достигала своего максимума вблизи окончания корпуса двигателя (соответственно, корабля). В сущности, непосредственно за соплом двигателя создаётся область постоянного «ядерного горения» или «медленного ядерного взрыва».
Высокая температура в зоне реакции испаряет воду рабочего тела и создаёт тягу выхлопом высокотемпературного газа.

## Преимущества и недостатки конструкции
Данный тип ЯРД имеет ряд преимуществ по сравнению с реакторными ЯРД. В последних  — нагрев рабочего тела (а соответственно, и удельный импульс) ограничен температурной и механической прочностью элементов реактора. Соответственно, лишь небольшая часть энергии, производимой ядерным топливом в активной зоне передаётся рабочему телу.
В ЯРД Зубрина коэффициент использования энергии ядерного распада значительно выше — поскольку ядерное топливо и рабочее тело объединены. При реакции они полностью выбрасываются из корабля. А принцип выноса зоны реакции из корпуса двигателя позволяет снять ограничение температурных режимов реактора, и достигать значительно больших температур и давлений. Так, по некоторым расчетам, при эффективности сопла 0,8, скорость истечения рабочего тела для такого ЯРД составит 66 000 м/с, удельный импульс 6730 секунд, мощность двигателя — 427 ГВт, тяга — 12,7 МН, тяговооруженность — 40, масса двигателя — 33 тонны.
Уникальной характеристикой ЯРД Зубрина является также сочетание высокого значения удельного импульса и большой общей тяги (развиваемое ускорение может составить несколько g). Помимо ядерно-импульсного «взрыволёта» типа "Орион", никакая другая схема ракетного двигателя, известная на настоящее время, не обладает такой характеристикой.
К недостаткам конструкции можно отнести расточительный расход ядерного топлива, высокие требования к конструкционным материалам сопла, высокорадиоактивный факел двигателя и сложность управления реактором.